# Menzogna e verità
Menzogna e verità è una favola appartenente alla letteratura egizia antica.
È una favola ricca di testimonianze di epoche più antiche, come quelle delle fiabe orali. Certamente, nel corso delle generazioni, il materiale orale è stato reinterpretato in un contesto socioculturale manifestatosi tramite la scrittura e la scuola.  Talvolta i temi originari vengono riveduti a fini politici, religiosi e morali. Il faraone della fiaba non è identificabile con nessun personaggio noto, quindi è privo di un nome e di un volto distinguibili e gli eventi non sono storici, ma ambientati in un mondo lontano, senza tempo.

## Storia
Il racconto di Verità e Menzogna ci è pervenuto scritto sul papiro Chester Beatty II ed è conservato al British Museum.
È una favola antica, risalente al Nuovo Regno. I personaggi sono di fantasia anche se le vicende sono ispirate da fatti di cronaca quotidiana del tempo, presente e passato.

La storia è incompleta e soprattutto l'inizio della vicenda risente di questa lacuna, anche se gli studiosi sono riusciti a fare una ricostruzione letteraria credibile.

## Trama
Narra la storia di rivalità tra due fratelli: Menzogna, ossia il fratello minore e Verità, che è il fratello maggiore. 

Nella parte iniziale mancante ma ricostruita, il fratello minore accusa suo fratello Verità di un furto clamoroso, ossia di aver asportato un attrezzo dalla caratteristiche incredibili, per la grandezza della lama, per la dimensione del manico paragonata all'albero di Copto, per l'importanza e la bellezza della guaina paragonata alla tomba di Osiride, per la cinghia realizzata con il cuoio di tutte le mandrie della Nubia. 

La pratica giudiziaria viene svolta presso il tribunale dei Nove Dei (Enneade), che decide per la colpevolezza di Verità, che deve scontare una terribile pena, quale l'accecamento e l'isolamento nel deserto.

Nel deserto Verità viene notato da una dama che si innamora di lui, rimane incinta e partorisce il figlio di Verità, che sin da piccolo mostra grandi doti e talenti. L'unico cruccio è la mancanza del padre, per la quale viene deriso e offeso dai suoi coetanei. Una volta conosciuta la verità sullo stato di salute e sulla ingiustizia subita dal padre, medita una vendetta, per consumare la quale usa uno stratagemma analogo a quello di Menzogna, riuscendo nell'impresa di accusare Menzogna di un furto incredibile. 

Alla fine, il tribunale riesce a ristabilire la verità, a riequilibrare una corretta interpretazione dei fatti, condannando a pene peculiari per quell'epoca, che restano una traccia storica e socio-antropoligica di notevole importanza.
Il tema è ancora oggi molto diffuso nella tradizione orale di vari Paesi e popoli; nella sua versione egizia il racconto è ispirato dal mito di Osiride, ucciso dal fratello e vendicato dal figlio.